# Francisco Reyes
Francisco Santiago Reyes Villalba, mais conhecido por Reyes (Assunção, 24 de julho de 1941 - Assunção, 31 de julho de 1976), foi um futebolista paraguaio. Atuou como volante e, posteriormente, zagueiro.

## Carreira
Revelado pelo pequeno clube paraguaio Presidente Hayes, transferiu-se para o Olimpia, um dos maiores do seu país, em 1962. Conquistou dois títulos nacionais e chegou à seleção paraguaia. Teve ainda passagem pelo River Plate argentino.
No Brasil, defendeu o Flamengo, vindo de uma passagem pelo Atlético de Madrid. Chegou ao clube em junho de 1967, jogando como titular do meio-campo até o fim da temporada. Nos dois anos seguintes, suas atuações foram limitadas devido ao excesso de jogadores estrangeiros no elenco do clube. Chegou a ser emprestado nos últimos meses de 1969 ao Campo Grande, pelo qual conquistou o Torneio Otávio Pinto Guimarães.
De volta ao Flamengo, acabou encontrando seu lugar na quarta-zaga, posição em que valorizava sua técnica, sua ótima saída de jogo e sua perfeita antecipação. Em 1970, recebeu a Bola de Prata da revista Placar como o melhor jogador da posição no Torneio Roberto Gomes Pedrosa daquele ano. A média de notas obtida pelo jogador por suas atuações foi a mais alta entre todos os atletas de todas as posições. Não recebeu, no entanto, a Bola de Ouro da publicação, pois esta seria instituída apenas em 1973.
Jogou sua última partida oficial pelo Flamengo em 15 de dezembro de 1973, na vitória por 3 a 2 sobre o America pelo Campeonato Brasileiro. Ao todo, atuou em 200 jogos, 93 vitórias, 54 empates e 53 derrotas; 7 gols pelo clube. Conquistou os títulos do Campeonato Carioca de 1972 e a Taça Guanabara em 1970, 1972 e 1973, além do Torneio do Povo de 1972.
Em janeiro de 1974, despediu-se do Flamengo para retornar ao Olimpia, onde conquistaria mais um título paraguaio.

## Morte
Faleceu precocemente em Assunção, em 31 de julho de 1976, poucas semanas depois de completar 35 anos, vítima de leucemia.[carece de fontes?]